# Йен Бай (провинция)
Йен Бай (на виетнамски: Yên Bái) (буквално: Спокойствие) е виетнамска провинция разположена в регион Донг Бак. На север граничи с провинция Ха Жианг, на северозапад с Лао Кай, на юг с провинция Сон Ла, на запад с провинциите Лао Кай и Сон Ла, а на изток с провинциите Туйен Куанг и Фу Тхо. Населението е 807 300 жители (по приблизителна оценка за юли 2017 г.).

## Административно деление
Провинция Йен Бай се състои от един самостоятелен град Йен Бай, едно градче Нгиа Ло и седем окръга:
- Лук Йен
- Му Канг Тяй
- Чам Тау
- Чан Йен
- Ван Тян
- Ван Йен
- Йен Бин